# くしろ氷まつり
くしろ氷まつり（くしろこおりまつり）は、1965年に始まった、北海道釧路市で行われている祭典の1つ。ただし、ここでは後継祭典として2012年から行われる「くしろ冬まつり」についても記述する。

## 経緯
北海道釧路市は雪が少ない半面、寒さが厳しい街として知られている。この寒さを逆手にとって行われるようになった。

## 日程
原則として2月第1日曜日最終日とする2日間
- 2010年の第46回までは栄町平和公園会場と釧路市観光国際交流センター&釧路フィッシャーマンズワーフMOOの2か所に分けて3日間行われていたが、諸般の事情から会場を釧路市観光国際交流センター&釧路フィッシャーマンズワーフMOOに一本化したうえで2日間にした[1]。
- 2011年まで47年間にわたって行われてきた「くしろ氷まつり」は、諸般の事情から2012年より「くしろ冬まつり」に名称変更して実施されることになり、氷雪像や公開録音などの観覧ステージショーを縮小する代わりに、市民参加型イベントを中心に行われることになった[2]。

## 当祭典で行われる主なイベント
- ラジオの公開録音（NHK釧路放送局とHBCラジオ）
- キャラクターショー
- 花火大会

## 会場
- 釧路市観光国際交流センター
- 釧路フィッシャーマンズワーフMOO